# 中央郊外旅客会社
中央郊外旅客会社（ロシア語: Центральная пригородная пассажирская компания、Центральная ППК）はロシア連邦の列車運行会社。モスクワ都市圏やモスクワ州の各都市を結ぶ通勤・近郊列車を運行している。

## 概要
ロシア鉄道が所有する鉄道路線上で通勤・近郊列車を運行する列車運行会社の1つ。2006年1月1日からモスクワ鉄道支社が管理するモスクワ・パヴェレツ鉄道での営業運転を開始した。2019年現在はモスクワ都市圏に加えモスクワ州、ブリャンスク州、オリョール州、カルーガ州、トゥーラ州、ウラジーミル州、リャザン州、スモレンスク州、クルスク州、トヴェリ州の地域間輸送も実施しており、モスクワ鉄道支社の路線で運行する通勤・近郊列車の91％を担当している他、ロシア全体の郊外輸送のシェアのうち63.7％は中央郊外旅客会社によるものである。また2016年の輸送人員数は5億4,000万人にも及び、モスクワ全体における総旅客数の97.9％を占める。
創業当時の筆頭株主はロシア鉄道（50％）で、モスクワ市政府（25％）やモスクワ州政府（25％）も株を所有する公営企業であったが、2013年にロシア鉄道は所有株のうち25％を7億6,000万ルーブルで売却し、2017年にも残りの株の売却を実施し、それぞれ民間企業が獲得した。更にモスクワ市も2011年に、モスクワ州も2017年に所有する株を民間へ売却した事により、2019年現在中央郊外旅客会社は完全な民間企業となっている。

## 運行
モスクワを中心に各地域へ向かう通勤・近郊列車を運行しており、うちトゥーラ、オレホヴォ＝ズエヴォ、カルーガ、アレキサンドロフ、リャザン、ドゥブナ、ウラジーミル方面の系統には優等席が設置された全座席指定列車（ロシア語: ФИРМЕННЫЕ ЭКСПРЕССЫ）や一部座席指定列車（ロシア語: ГИБРИДНЫЕ ПОЕЗДА）が設定され、更にトゥーラ方面の座席指定列車には1等・2等座席に加え4人用個室（ビジネスクラス）も設置されている。平日の列車本数は271本、休日は140本である。
他の列車運行会社との連携も行われており、空港連絡列車を運営しているアエロエクスプレスが従来から運行していたシェレメーチエヴォ国際空港 - ベラルースキー間の系統をオジンツォボへ延長した上で2019年7月4日から試験的な共同運行を実施している。

## 車両
2019年現在、中央郊外旅客会社が運用する列車（電車、気動車、レールバス）の総編成数は500編成以上であり、そのうち60編成以上は中央郊外旅客会社が直接所有する車両である。運行開始時は全列車をロシア鉄道からリースされた車両により運行していたが、2013年に初の自社所有車両となるED4M形を導入し、同年12月から運行を開始した。
2019年の時点で以下の形式を所有している他、同年以降非電化区間用のRA3形気動車が営業運転を開始する予定となっている。

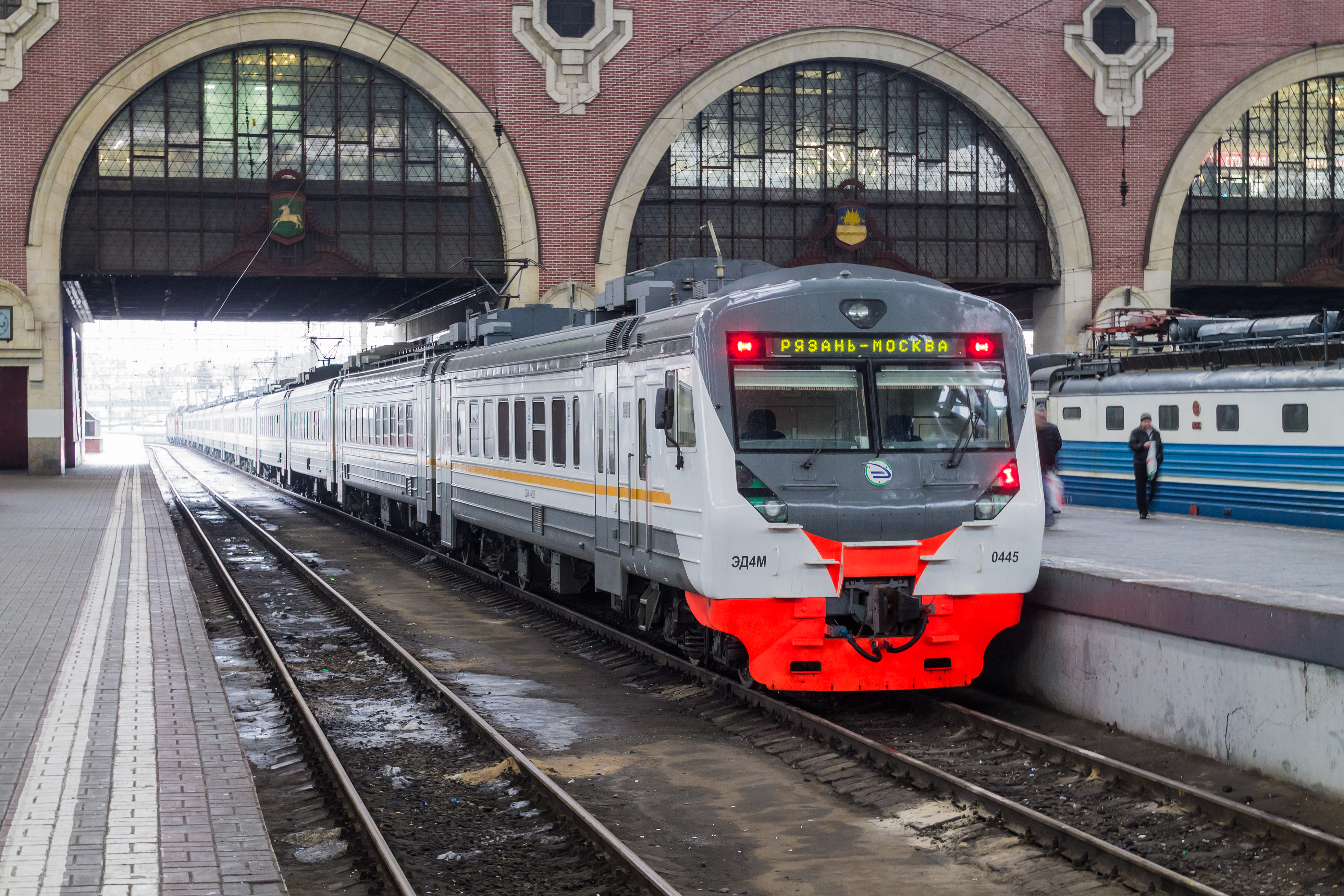
ED4M形電車
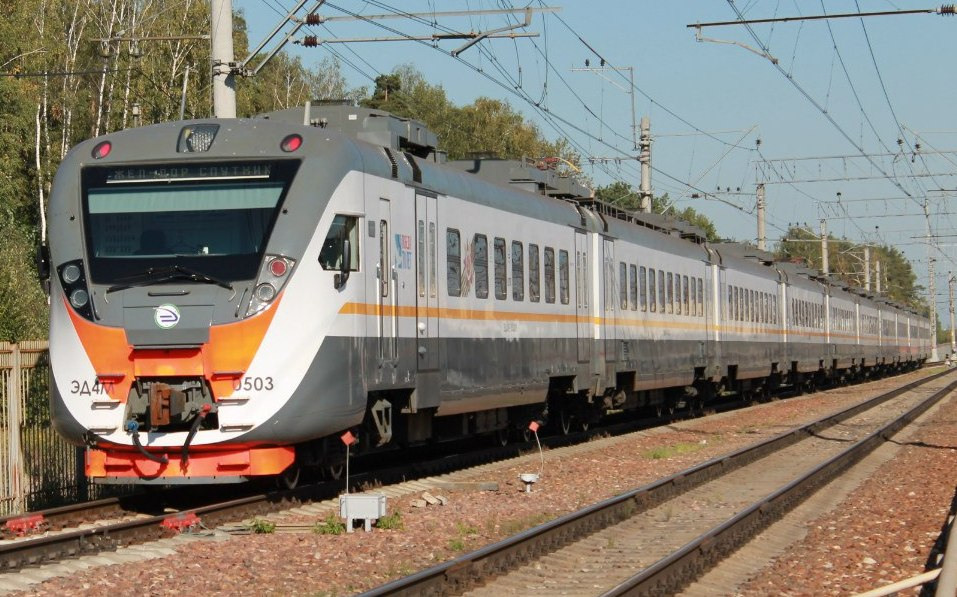
ED4M形電車500番台
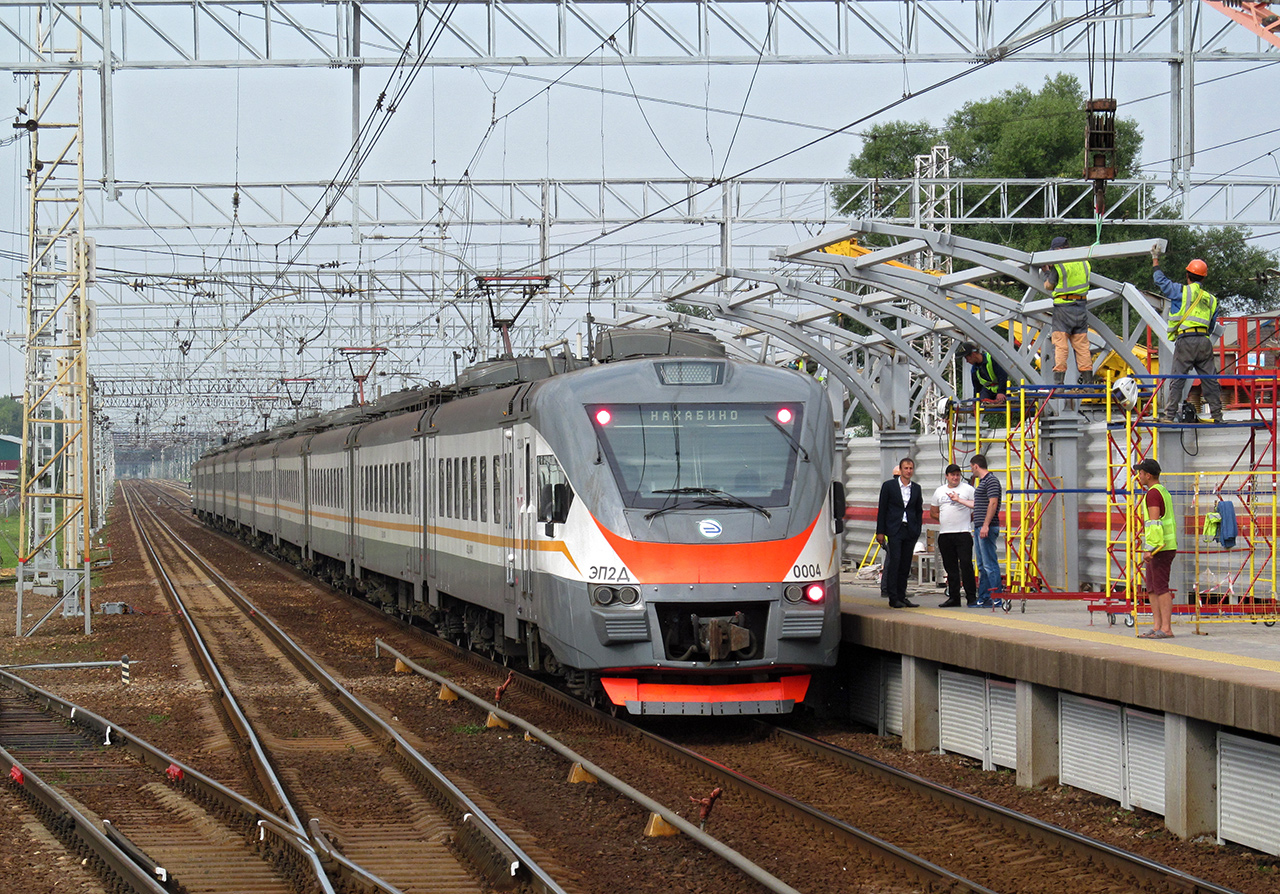
EP2D形電車
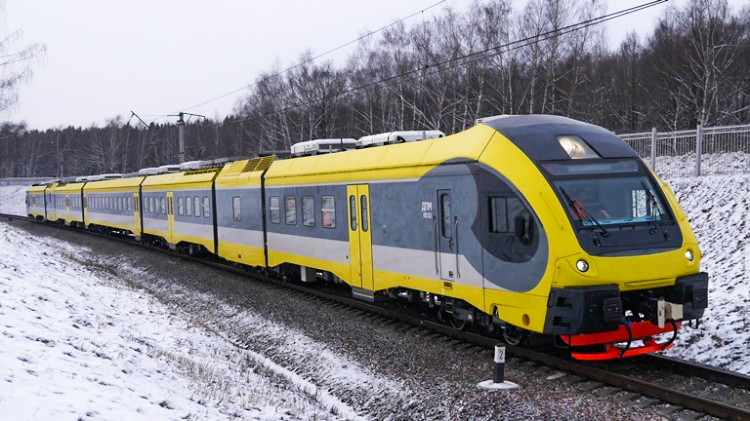
DP-M形気動車（ロシア語版）
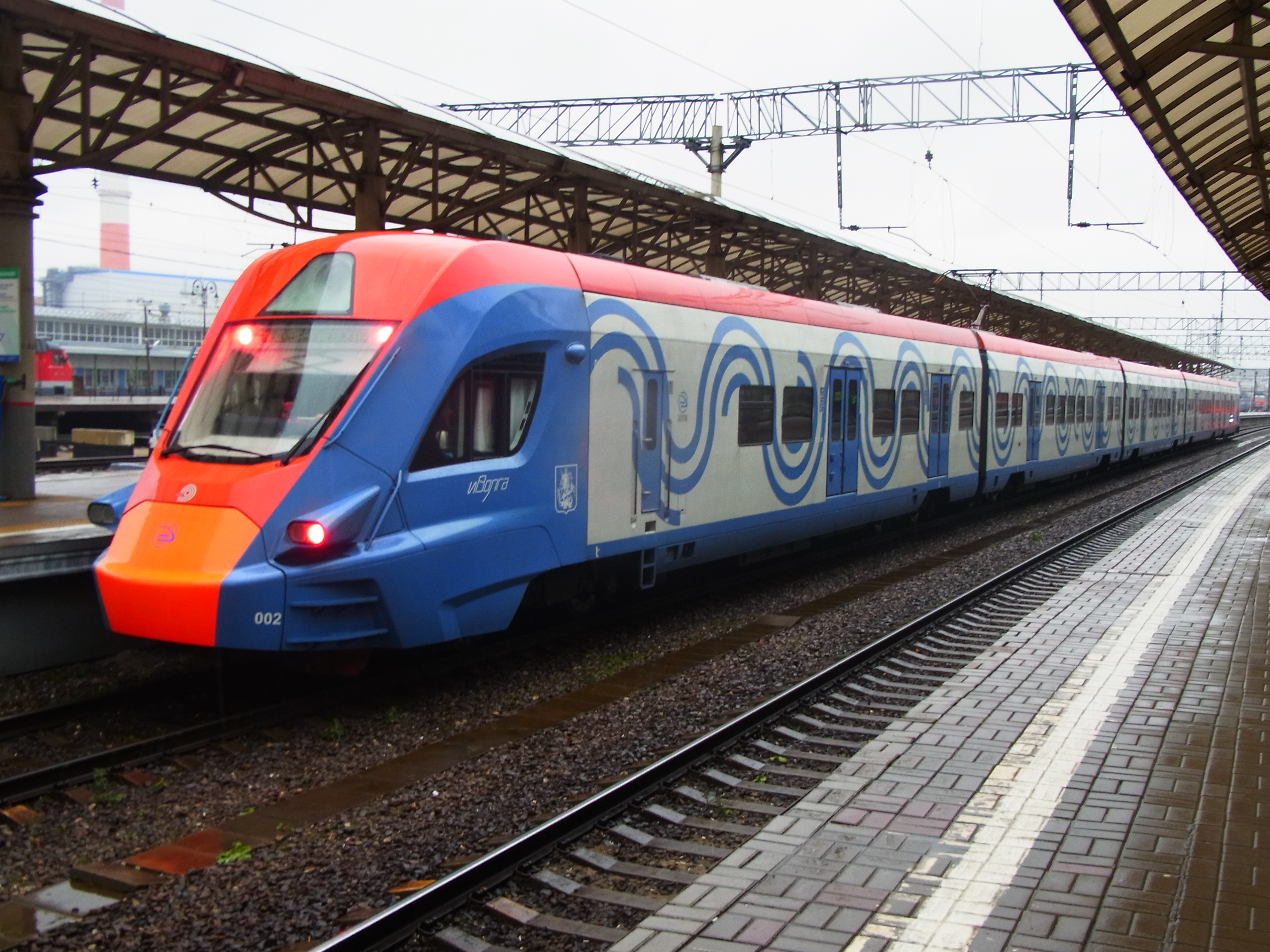
EG2Tv形電車